# Accelerator (Drayton Manor)
Accelerator (eerder Ben 10 - Ultimate Mission) is een stalen junior-shuttle-achtbaan in het Engelse pretpark Drayton Manor. De achtbaan is het eerste geopende exemplaar van de Family Boomerang van de Nederlandse achtbaanproducent Vekoma.

## Kinder-boomerang met Ben 10-thema
In het achtbaan-aanbod van Vekoma zit onder andere de Boomerang, maar met zijn 6 inversies is die attractie uiteraard te intens voor kinderen. Daarom ging de producent op zoek naar een alternatief voor kinderen. Zo werd de Family Boomerang ontworpen: een shuttle-achtbaan die wat van de Boomerang weg heeft, maar kleiner en met enkel bochten in plaats van inversies. Bij opening heette de baan Ben 10 - Ultimate Mission. De attractie was dan gethematiseerd naar de Cartoon Network-animatiereeks Ben 10, een thema dat opviel en de baan de nodige aandacht gaf. In iets meer dan 5 jaar zijn vervolgens meer dan 10 exemplaren van de Family Boomerang gebouwd.
Voor seizoen 2017 werden de thema-elementen die verwezen naar Ben 10 weggehaald en werd de baan hernoemd naar Accelerator na aflopen van de licentie voor het gebruik van Ben 10.

## Veiligheid
Kinderen moeten minstens 1 meter groot en 4 jaar oud zijn om de achtbaan te mogen betreden. De zitplaatsen zijn uitgerust met individuele heupbeugels. Voor kinderen kleiner dan 120 cm is begeleiding door een volwassene vereist.
De attractie is verboden voor personen met hartklachten, nek- en rugproblemen, personen die vaak last hebben van hoofdpijn, personen die recent een medische ingreep ondergingen en zwangere vrouwen.